# Lucie Šteflová
Lucie Šteflová (* 29. května 1995 Most) je česká herečka. První roli vytvořila v 8 letech v seriálu Místo nahoře, kde hrála dceru Miroslava Táborského. Ve stejném roce přišla i role Dorli ve filmu Krev zmizelého. V roce 2011 si ve filmu Vendeta zahrála dceru Ondřeje Vetchého, kterou znásilní její spolužák. V seriálu Vyprávěj ztvárnila dceru Jaromíra Noska a Hany Vagnerové Majdu. V roce 2014 vyšel film Jiřího Vejdělka Něžné vlny, divákům je známá také ze seriálu Drazí sousedé.
V roce 2017 se jí narodila dcera Emma.

## Filmografie
- Místo nahoře (2004) – Hanička Lukešová
- Krev zmizelého (2004) – Dorli (dítě)
- 3 plus 1 s Miroslavem Donutilem (2005)
- Místo v životě (2006) – Hanička Lukešová
- Tajemství dešťového pokladu (2008) – Veronika
- Na vlky železa (2008) – Pavlína Mádrová
- Divnovlásky (2008) – Kristýna[1]
- Trapasy – příběh Harašení (2008)
- Princezna Ano (2009) – princezna Ano
- Hospoda U bílé kočky (2009) – Beruška
- 4teens (2011) – Míša Turková[2]
- Vendeta (2011) – Hanka[3]
- Vyprávěj IV. (2012) – Majda Sovová
- Něžné vlny (2013) – Ela
- Kameňák 4 (2014) – Jolana
- Drazí sousedé (2016) – Vendy
- Po čem muži touží (2018)
- Bobři v plamenech (2019)
- Cesta domů (2021)
- Zoo (2023)